# Marie-Laure de Villepin
Marie-Laure de Villepin, nacida Le Guay, es una escultora y la esposa de Dominique de Villepin, antiguo primer ministro francés, durante veinticinco años. Se separaron a comienzos del año 2011.
Es conocida como escultora bajo el seudónimo de Marie-Laure Viébel, seudónimo basado en la película La vida es bella, en francés La vie est belle.

## Obras
- Una de sus piezas más conocidas y recurrentes, está basada en la semilla de la Lodoicea o coco de mar de las Seychelles, recubierta con pan de oro.[1]

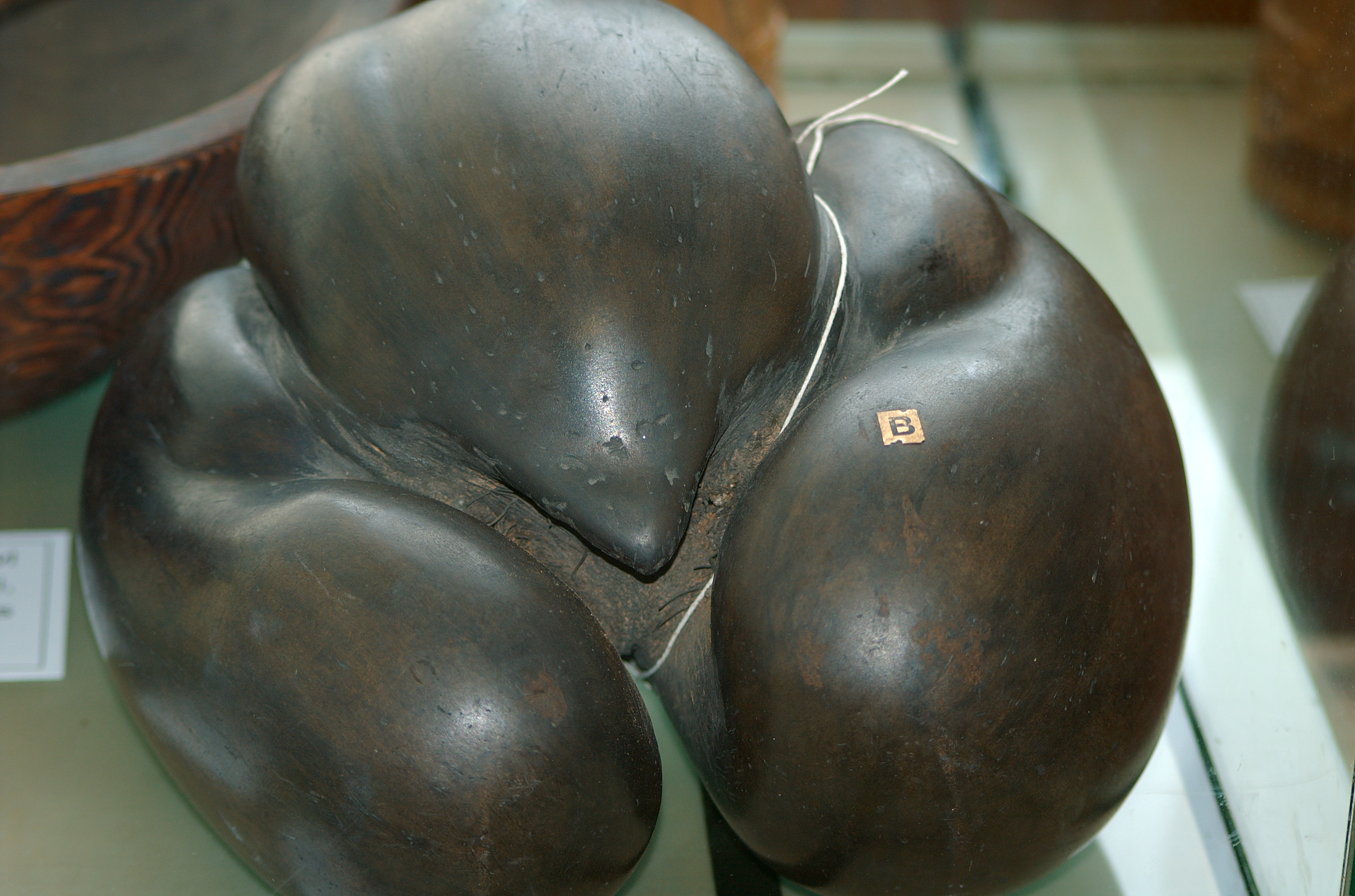
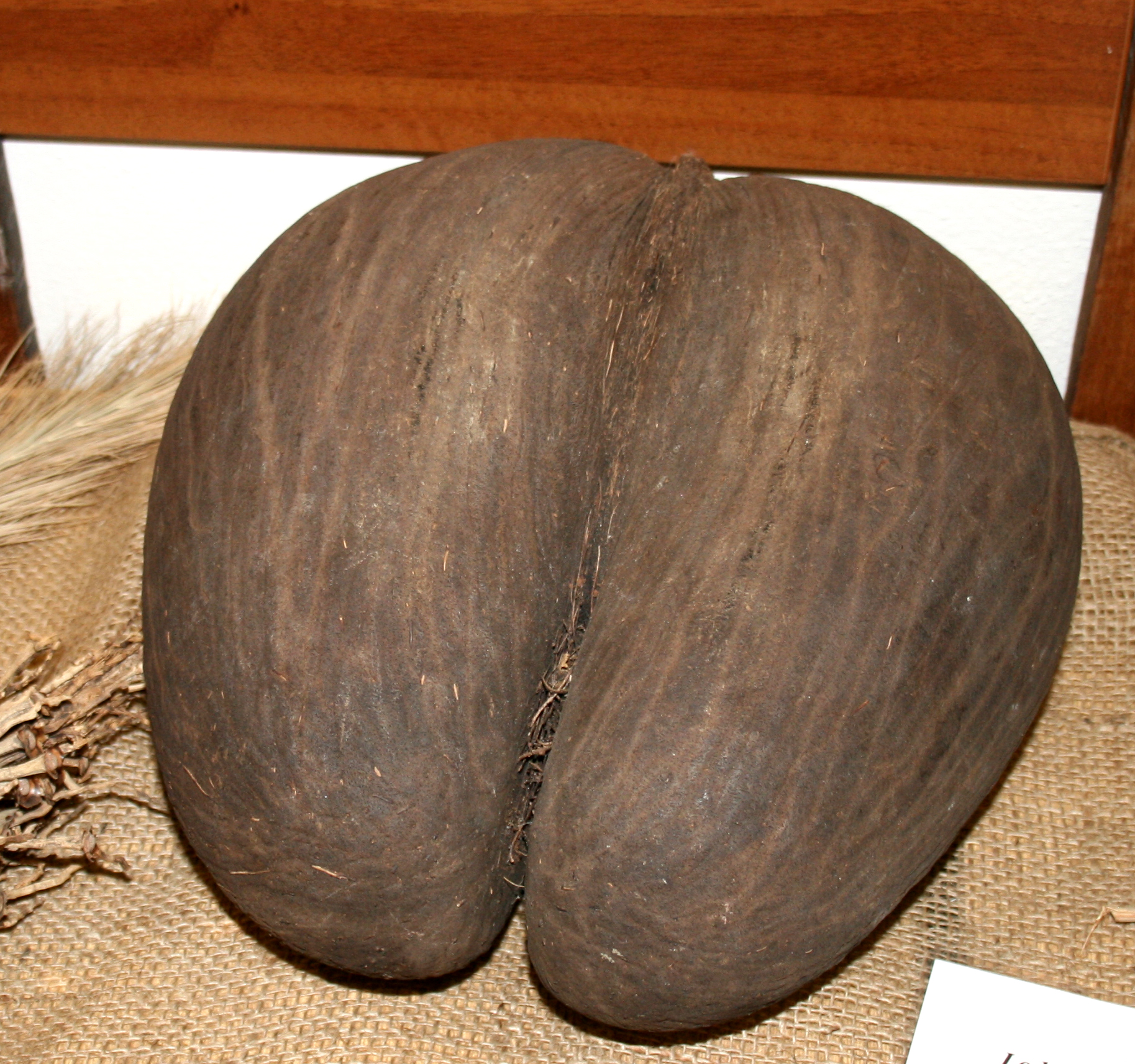
Pulsar para ampliar.

La forma de la semilla es también reproducida en diferentes materiales , como el bronce y cristal de Murano.
Su primera exposición, presentada en 2010, tuvo lugar en Aix-en-Provence.